# Racks 2 Skinny
Racks 2 Skinny è un singolo del gruppo musicale statunitense Migos pubblicato l'11 maggio 2020.

## Tracce
1. Racks 2 Skinny – 3:48